# 米子城

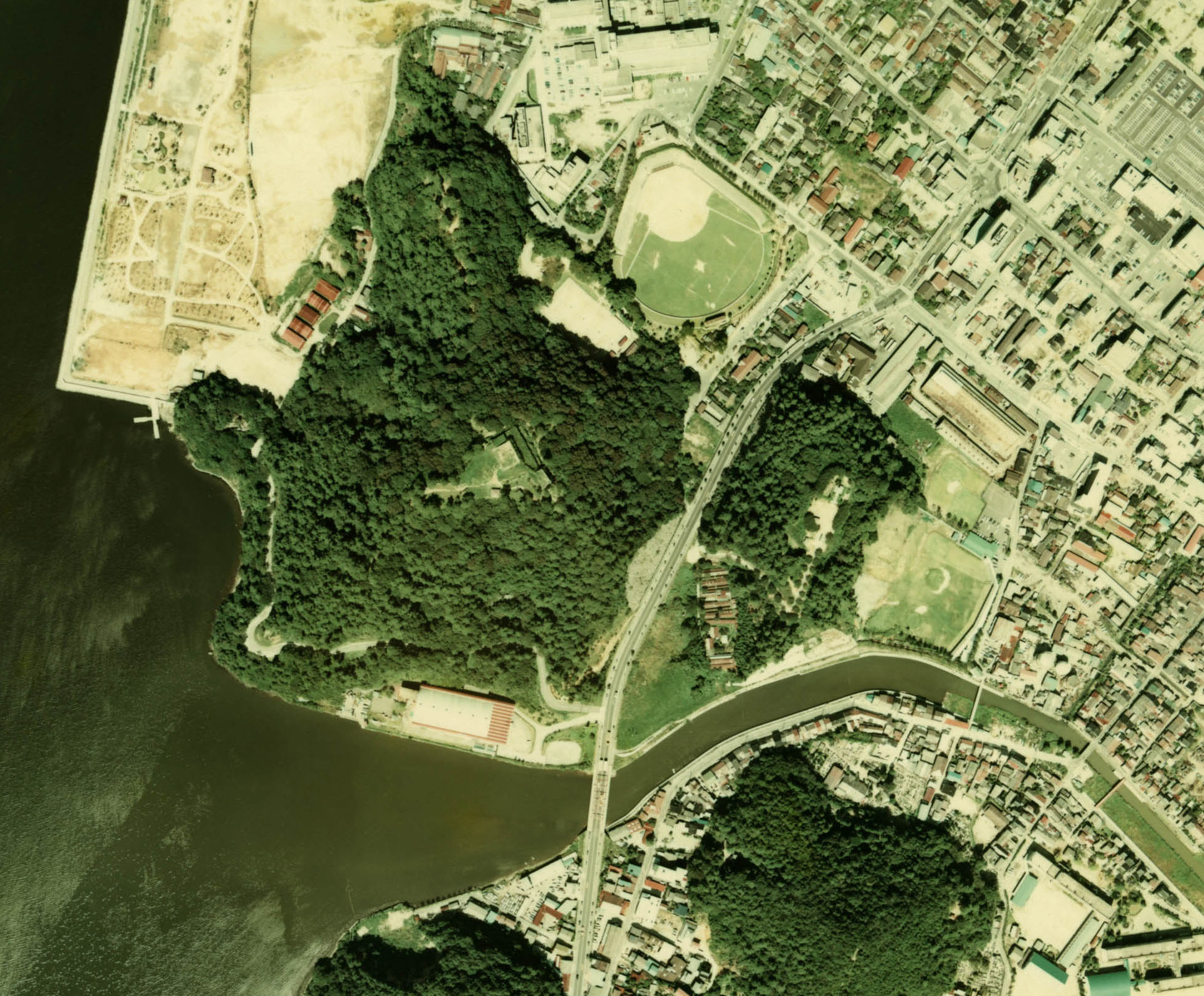
米子城の航空写真
（1976年撮影・国土航空写真）

米子城（よなごじょう）は、鳥取県米子市久米町にあった日本の城。久米城、湊山城ともいう。江戸時代初期は米子藩（伯耆藩）の藩庁であった。城跡は国の史跡に指定されている。
戦国時代の飯山にあった米子城（飯山城）についても併記する。

## 概要
米子城には、戦国時代の飯山（いいのやま：国道9号線南側）に営まれた砦と、湊山（みなとやま：国道9号北側）を中心に営まれた近世城郭がある。
豊臣政権化で東出雲・隠岐・西伯耆の領主となった吉川広家が良港に隣接し領国の中心に位置する地域に築城を始めた。
江戸時代初期には伯耆国一国を支配した中村氏による米子藩の藩庁となり、その後鳥取藩池田家の重要な支城となった。
戦国期には飯山の頂上に、南北約85メートル、東西約35メートルの郭を構え、東と北に野面積みで高さ2メートル前後の石垣を各2段設けていた。門が3か所あり、現在は削平されているが、南が1段高く、建物の痕跡があったという。
江戸期には湊山に新たに築かれ、山頂の本丸、北側の中腹に二ノ丸、その下に三ノ丸を置き、戦国期に米子城の主郭であった飯山は出丸として利用された。四重天守（大天守）と四重櫓（小天守）、30棟の櫓と20棟の門が建てられ、城域の周囲に廻した堀には海水をひき入れていた。
昭和26年に都市計画法により湊山公園の一部となった。
平成18年（2006年）1月26日、国の史跡に指定された。
ただし、飯山と湊山が別の山と認識されたのは後世の話で、中世には1つの山に付けられた別名が「飯山」「湊山」であったとする考えもある。

## 江戸期の米子城の構造
標高90mの湊山と峰続きの丸山、湊山と隣接する飯山のそれぞれ山頂部と山麓部に曲輪が設けられた。

### 本丸

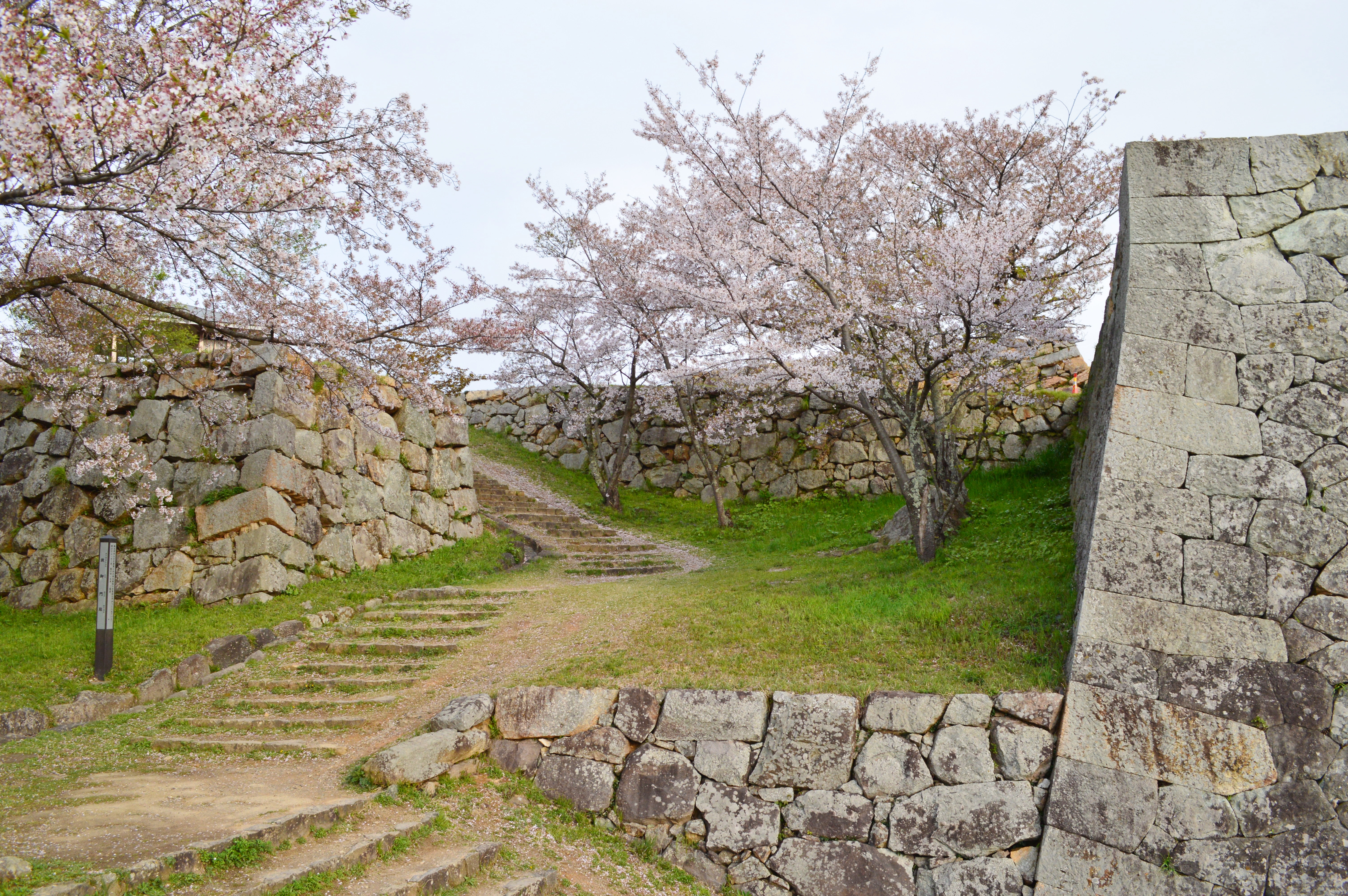
鉄御門跡

- 湊山山頂に位置し、西伯耆から出雲の平野部や日本海、中海、島根半島、隠岐、中国山地が一望できる[4]。大天守や四重櫓、二重櫓、多聞櫓、鉄御門（くろがねごもん）などが置かれた。なお、本丸までに番所跡や遠見櫓（とおみやぐら）跡などが残る。

### 天守

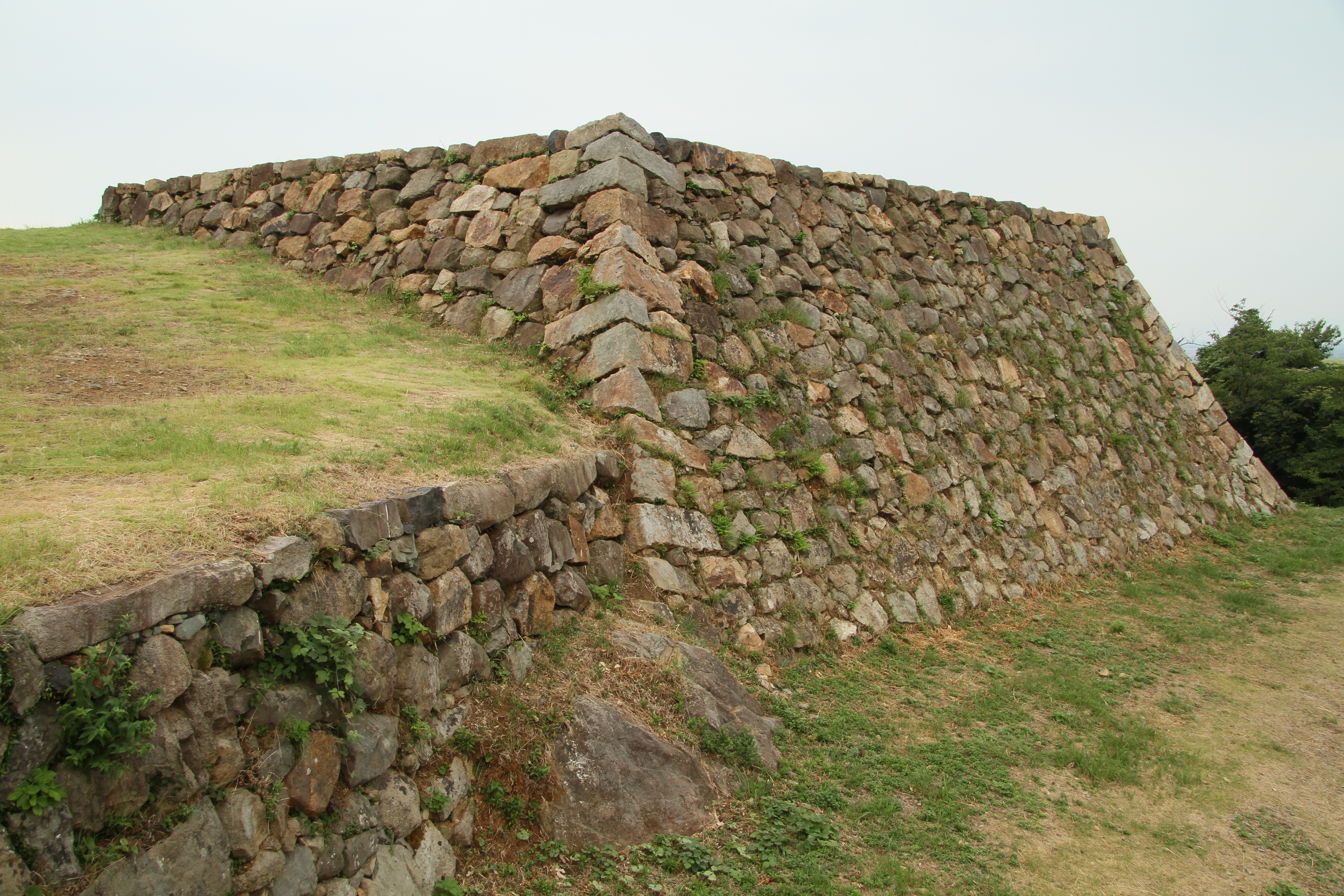
天守台

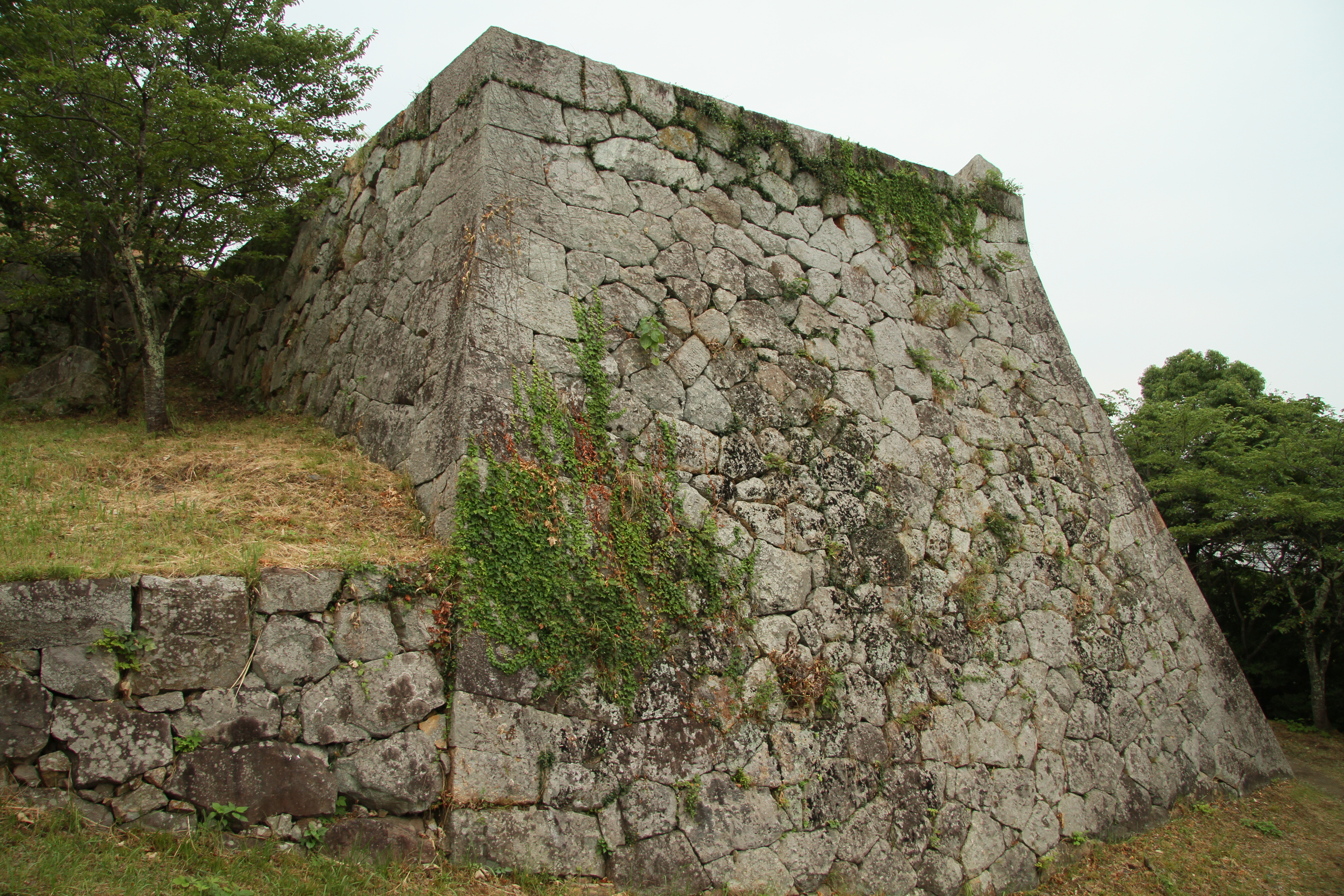
副天守台

- 慶長5年（1600年）に城主となった中村一忠が吉川広家の四重天守の横に建てた独立式望楼型4重5階の天守で、明治11年（1878年）に撮影された古写真が残っている[5]。
- 初重平面は10間×8間、2重目も同じ規模で、3重目は7間×6間、4重目と5重目は3間×2間半を測る[6]。外観は2重目を大入母屋破風と千鳥破風・軒唐破風、3重目には入母屋破風と千鳥破風、最上重には軒唐破風があった。5階には望楼部の外廻り縁高欄を覆ったと見られている板庇があり、特異な外観となっていた。
- 高さは21メートルはあったと考えられており、本城である鳥取城の天守（2重2階）や三階櫓をもしのいでいた。

### 四重櫓
- 天正19年（1591年）に城主となった吉川広家が建てた初代の天守であるといわれ、中村一忠が新たに5重の天守を建てた後に「四重櫓」と呼んで存続させたという伝承がある。規模を考慮して古天守や副天守とも呼ばれる。独立式望楼型3重4階の大型櫓で初重平面形は不整形で、石落としや出張がある。天守と同じく、最上層の外廻り縁高欄を板庇で覆ったことが分かっている。
- 古写真は残っていないが、幕末に櫓台と小天守の修築工事をしているため、外観および内部各階の詳細な絵図面が残っている。また米子市にある山陰歴史館、米子市立義方小学校、及び鹿島家分家に四重櫓の鯱一つずつ保存されている。

### 二の丸
- 城主の御殿や、その台所、藩の役所が置かれていた。慶長8年（1603年）に横田村詮は二の丸の建物内で暗殺された。
- 二の丸入口は、東西25.4メートル・南北22.7メートルの桝形がある。
- 現在、裏門にあたる太鼓御門跡や御殿御用井戸が残るほか、昭和28年（1953年）に移築された小原家の表門長屋が置かれ、テニスコートとなっている部分もある。

### 三の丸
- 作事小屋、厩舎、資材小屋、米蔵、番人詰所などか建ち並んでいた。外周には内堀を廻らせ、大手門、搦手門、鈴の門（すんずのもん）で守られていた。
- 現在、鳥取大学医学部付属病院や米子市営湊山球場の敷地となっている。

### 内膳丸
- 本丸に登る途中右手に分かれて登ったところにある。丸山と呼ばれ、標高52メートル。中村一忠の家老である横田内膳正村詮が担当して構築したため「内膳丸」と呼ばれる[7]。二重櫓数棟と武器庫が設置された。横田村詮が暗殺された時、その一族が立て籠もったという記録もある。

### 登り石垣

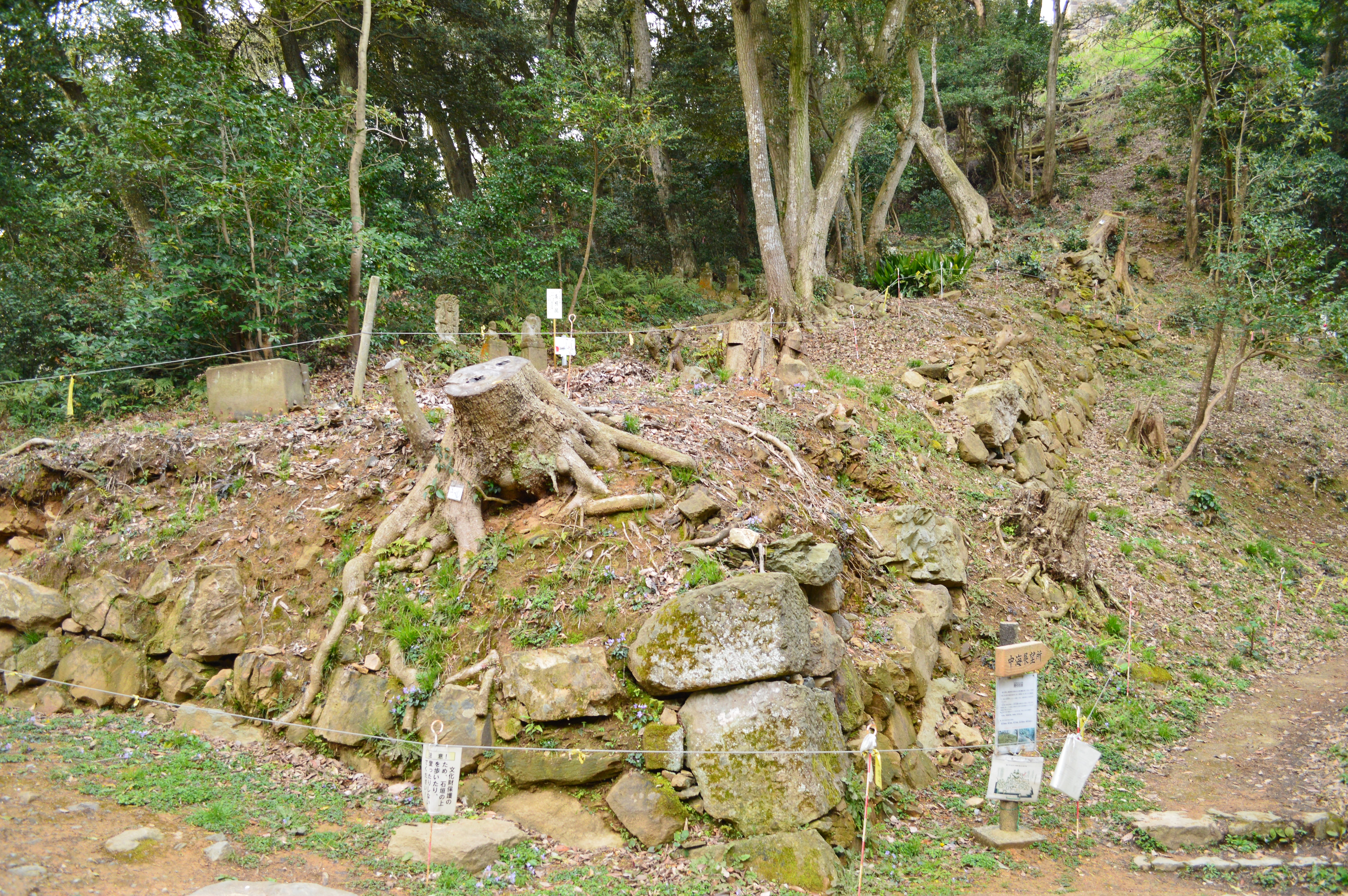
登り石垣

- 内膳丸と湊山山頂部の本丸遠見櫓を結ぶ尾根の上に築かれていた。江戸期の米子城絵図には登り石垣らしき構造物が描かれていたが、明治期以降、その存在は確認されていなかった。しかし、平成28年（2016年）度の発掘調査によってその存在が明らかとなった。中海側の岩盤をL字状に削り石垣を構築し、反対側の石垣の東側には土塁を構築して防御ラインを構成している。石垣の高さは3ｍ以上で、長さは40m以上存在したと推定されている。

- 登り石垣に連なる内膳丸も、元々はこの登り石垣の一部と推測され、総延長は230m、築城主の吉川広家によって造られた可能性が高い[8][9]。吉川広家が文禄・慶長の役に出兵しており、倭城に用いられた先進技術を取り込んだと推測される。

### 深浦
- 城の西方・中海に面しており、当初は毛利水軍の軍港が設けられていたと考えられている。

### 飯山
- 戦国期の砦跡が出丸として改修され、「東の丸」あるいは「采女丸（うねめまる）」と呼ばれたと伝わる。横田村詮の暗殺により、一族が立て籠もったのは、飯山との見方が強い。

## 歴史

### 室町時代
- 応仁の乱時、西軍の山名氏が支配する伯耆と、東軍京極氏が支配する出雲の国境は緊張した。『出雲私伝』によると、文明2年（1470年）尼子清定と戦った伯耆方山名が敗れて米子城に入るとあり、この頃の築城と考えられる。
- 大永4年（1524年）大永の五月崩れによって落城、尼子氏の支配となる。
- 永禄5年頃（1562年頃）毛利氏の尼子氏攻略に伴い、山名氏の支配に復す。
- 永禄12年（1569年）尼子氏再興の旗揚げをした山中幸盛らは、米子城主山名之玄と結ぶ。しかし、毛利方の吉川元春に攻められ落城、城主・山名之玄は自害した。
- 吉川元春は配下の福頼元秀、天正5年（1577年）から古曳吉種を城主にしたと推定されている。

### 安土桃山時代
- 天正19年（1591年）東出雲・隠岐・西伯耆を領した吉川広家が城主となり、古曳吉種に命じ、湊山に築城を始める。しかし古曳吉種は文禄の役で戦死し、吉川広家は関ヶ原の戦いの結果、岩国へ転封される。

### 江戸時代
- 慶長5年（1600年）豊臣秀吉の三中老であった中村一氏は駿府城下内膳屋敷で徳川家康と会談し、東軍徳川方に加わった。この論功により、一氏の嫡子中村一忠は伯耆一国17万5000石を領し米子城に拠り、初代米子藩主となる。一忠は執政家老の横田村詮と共に、米子城を完成させ、さらに新たに米子城下町を建設し、現在の商都米子の礎を築いた。
- 慶長8年（1603年）城主側近の安井清一郎、天野宗杷等の陰謀に惑わされた城主中村一忠は横田村詮を謀殺した。徳川幕府は、首謀者、安井、天野両名を容赦なく切腹に処した。
- 慶長14年（1609年）中村一忠が急死、惜しくも中村氏は家系断絶のため改易され、翌年、替わって加藤貞泰が伯耆の内で2郡6万石を領して藩主となる（中村氏旧領の残り11万5000石は、八橋藩市橋氏・黒坂藩関氏・天領などに分割統治される）。
- 元和3年（1617年）加藤貞泰が大洲藩に移され、米子藩は廃藩となる。伯耆・因幡が全て鳥取藩池田光政の所領となったことにより、米子城には家老の池田由成が城代として駐在した。池田光政が鳥取に入封した際、鳥取城が32万5千石の居城としては手狭であったため、新城が検討されたことがあった。その際に候補に挙がったのが、布勢天神山城・倉吉打吹城・久米郡の茶臼山・米子城だった。いずれの城・地域とも一長一短ある中、米子城は「藩侯の居城としてふさわしい城」として最後まで新城の候補地とされ、激論が交わされた。結局、鳥取城を改築する運びとなり、米子城が鳥取の首府になることはなかった。
- 寛永9年（1632年）池田光政の岡山国替により、池田光仲が藩主となり、明治維新に至るまで米子城は家老の荒尾但馬家が城代として駐在した。

### 明治以降
- 明治3年（1872年）米子城山が米子駐在の大四大隊の士族らに無償で払い下げられる。
- 明治8年（1875年）士族ら、土地と建物の買い取りを米子町に要請したが、不成立となり、切り売りされる。
- 明治12年（1879年：一説に明治9年・明治13年）当時の金30円で古物商山本新助に売られ、石垣を残して取り壊された。その後、城跡一帯は坂口氏の手に渡る。
- 明治35年（1902年）天守跡の雑草を一掃して休憩所を設置し、ここを弘楽園と号した。また天気予報の警標柱も設置されていた。
- 昭和8年（1933年）坂口清太郎から米子市に寄付され、湊山公園と称される。現在の湊山公園とは範囲が異なり、湊山と飯山を合わせて湊山公園と称していた。
- 昭和26年（1951年）都市計画法に基づいて錦公園と称される米子公園に湊山を合わせて現在の湊山公園となる。
- 昭和41年（1966年）飯山に英霊塔が建てられる。
- 昭和57年（1982年）から昭和59年（1984年）にかけて石垣の修理を実施。
- 昭和63年（1988年）から平成元年（1989年）にかけて発掘調査を実施。
- 平成3年（1991年）から翌年にかけて発掘調査を行い、船入り石垣の遺構を発見する。
- 平成18年（2006年）国の史跡に指定される。
- 平成27年度（2015年度）八幡台郭・水手御門下郭の確認調査が行われる[10]。
- 平成28年度（2016年度）登り石垣の確認・発掘調査が行われる[9]。
- 平成29年（2017年）4月6日、続日本100名城（169番）に選定される。
- 平成29年度（2017年度）本丸北西側の竪堀の確認・発掘調査が行われる[11]。また、本丸より南西の山腹で、石垣用の石材を切り出したとみられる石切丁場が確認される[11]。
- 令和2年 (2020年)11月20日に国の文化審議会が三ノ丸(旧湊山球場跡地 約2万3993平方メートル)を追加指定するよう文部科学相に答申された。

## 歴代城主

### 藩主
中村家
- 中村一忠

加藤家
- 加藤貞泰

### 城預り
池田家
- 池田由之
- 池田由成

荒尾家
- 初代荒尾成利
- 2代目荒尾成直
- 3代目荒尾成重
- 4代目荒尾成倫
- 5代目荒尾成昭
- 6代目荒尾成昌
- 7代目荒尾成煕
- 8代目荒尾成尚
- 9代目荒尾成緒
- 10代目荒尾成裕
- 11代目荒尾成富

## 伝説
人柱
吉川広家が天守台を建造中、何度も石垣が崩れて工事が難航した。そこで人柱を立てることとなり、城下に住む美人の評判が高かった「お久米(おくめ)」という娘が密かに選ばれた。祭りの最中におくめは盆踊りの輪の中から突然さらわれて埋められ人柱にされた。その後、工事は順調に進んだが、米子城下ではしばらく盆踊りが行われなくなり、米子城は別名「久米城」と呼ばれるようになったという伝説がある。